# 宰穆拉
35°43′N 0°45′E / 35.717°N 0.750°E

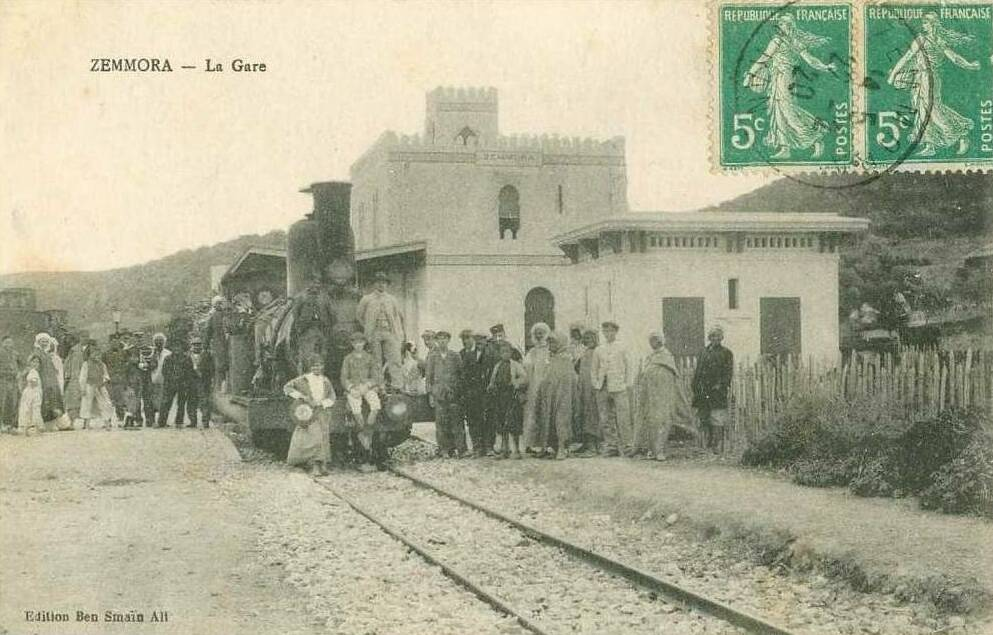

宰穆拉（阿拉伯语：‎），是阿爾及利亞的城鎮，位於該國西北部，由埃利贊省負責管轄，是宰穆拉區的首府，面積244平方公里，海拔高度272米，2008年人口30,027人，人口密度每平方公里123人。